# 王貴 (明朝)
王貴，古琅玡地諸城人。

## 生平
元末避白馬之亂，至新城縣（今桓台縣）謀生，後與一初姓女子結婚。累世務農，發展成新城王氏家族。其三世王麟，四世王重光，五世王之垣，六世王象，八世王士禎皆有名聞於世。